# 22173 Myersdavis
22173 Myersdavis este un asteroid din centura principală de asteroizi.

## Descriere
22173 Myersdavis este un asteroid din centura principală de asteroizi. A fost descoperit pe 4 decembrie 2000 la Socorro, New Mexico, în cadrul proiectului LINEAR. Asteroidul prezintă o orbită caracterizată de o semiaxă mare de 2,55 ua, o excentricitate de 0,13 și o înclinație de 9,6° în raport cu ecliptica.